# Милан Калина
Милан Калина (Београд, 13. август 1956) бивши је српски и југословенски рукометаш.

## Биографија
Рођен је у Београду 13. августа 1956. године. Играо је на позицији средњег бека. Поникао је у рукометном клубу Партизан. У каријери је играо за београдску Црвену звезду са којом није освојио првенство Југославије, пошто је у то време шабачка Металопластика владала југословенским рукометом. Године 1984. проглашен је за најбољег спортисту СД Црвена звезда. Од 1985. године је прешао у Барселону. Са Барсом је шест пута освојио шпанску АСОБАЛ лигу, два пута Куп Краља, пет пута Суперкуп Шпаније, четири пута каталонску лигу и једном Куп победника европских купова и Куп европских шампиона.
Са репрезентацијом Југославије освојио је златну медаљу на Олимпијским играма 1984. у Лос Анђелесу. На турниру је постигао 21 гол у пет утакмица. Укупно је одиграо 44 утакмице за репрезентацију и постигао 75 голова.
По завршетку играчке каријере, Калина је остао у Барселони и преузео разне функције у клубу. Ожењен је и има петоро деце.

## Успеси
Југославија
- медаље
- злато Олимпијске игре 1984. Лос Анђелес.

Барселона
- АСОБАЛ лига (6): 1986, 1988, 1989, 1990, 1991, 1992.
- Куп Шпаније — Куп Краља (2): 1988 y 1990.
- Суперкуп Шпаније (5): 1987, 1989, 1990, 1991, 1992.
- Куп победника купова (1): 1986.
- Куп европских шампиона (1): 1991.